# راهب ضدگلوله
راهب ضدگلوله (به انگلیسی: Bulletproof Monk) فیلمی اکشن به کارگردانی پل هانتر محصول سال ۲۰۰۳ آمریکا است که از بازیگران اصلی آن می‌توان به چو یون فات، شان ویلیام اسکات، جایمی کینگ، ویکتوریا اسمورفیت، کارل رودن، ماکو ایواماتسو اشاره کرد.

## خلاصه داستان
راهبی بودایی (چو یون فات) سال‌ها پیش و در زمان جنگ جهانی توانست با خواندن لوح مخصوص و جادویی به قدرت خارق‌العاده دست پیدا کند این قدرت به او کمک می‌کرد تا همیشه جوان بماند و در مقابل گلوله و سایر خطرات مقاوم باشد او یک افسر نازی را که می‌خواست به هر ترتیبی به این قدرت دست یابد ناکام گذاشت.
حالا بعد از سال‌ها راهب احساس می‌کند وقت این انتقال قدرت رسیده‌است و به دنبال یک جانشین می‌گردد تا اینکه با یک جوان که جیب بر هم است به نام کار (شون ویلیام اسکات) آشنا می‌شود او در حال تحقیق است که آیا کار جانشین مناسبی برای او محسوب می‌شود یا خیر از طرفی آن افسر نازی که حالا پیر شده و نوه‌اش هم به دنبال این قدرت هستند و…